# Уокер, Фрэнсис Амаса
Фрэ́нсис Ама́са Уо́кер (иногда Фре́нсис Эме́йза Уо́кер; англ. Gen. Francis Amasa Walker; 2 июля 1840, Бостон — 5 января 1897, там же) — американский экономист, статистик, журналист и офицер федеральной армии в годы американской Гражданской войны.
Уокер происходил из известной бостонской семьи и был сыном экономиста и политика Амасы Уокера. Он окончил колледж Эмхерста, а когда началась Гражданская война, вступил в 15-й Массачусетский пехотный полк. Он прошёл Кампанию на полуострове, был ранен в сражении при Чанселорсвилле, потом участвовал в кампаниях Бристо, Оверлендской, и в осаде Питерсберга, но попал в плен и оказался в тюрьме Либби. В июле 1866 года по инициативе президента Джонсона он получил почётное временное звание бригадного генерала добровольцев, датированное 13 марта 1863 года. Ему в это время было всего 24 года.
После войны Уокер работал в штате редакторов газеты The Republican, затем добился назначения шефом Бюро Статистического учёта, где прослужил с 1869 по 1870 год а затем руководил переписью населения США 1870 года, после чего опубликовал работу Statistical Atlas. В 1872 году он вступил в Шеффилдскую школу при Йельском университете как профессор политической экономии, участвовал в организации Всемирной выставки 1876 года, был представителем от США на Международной монетарной конференции, в 1882 году стал президентом Американской Статистической ассоциации, в 1886 году президентом Американской экономической ассоциации, а в 1890 году вице-президентом Национальной Академии Наук. Он так же руководил переписью 1880 года и изданием результатов переписи в 22-х томах.
В 1881 году Уокер стал президентом Массачусетского технологического института и оставался на этой должности 15 лет, до самой смерти. Ему удалось существенно улучшить финансирование Института, усовершенствовать его структуру, ввести новые программы и увеличить Бостонский кампус. В 1916 году в его честь был назван Мемориальный зал Уокера.

## Ранние годы
Уокер родился в Бостоне в семье Ханы эмброуз и Амасы Уокера, известного экономиста и массачусетского политика. Он был младшим ребёнком в семье, у него была старшая сестра Эмма (1835-) и старший брат Роберт (1837-). Соседом Уокеров был поэт Оливер Холмс Старший, поэтому Уокер с раннего детства подружился с Оливером Холмсом Младшим, и поддерживал дружбу с ним всю свою жизнь. в 1843 году Уокеры переехали из Бостона в Норт-Брукфилд.
С пяти лет Уокер начал учиться, в частности, изучал латынь в частных и общественных школах Брукфилда, а в 12 лет был отправлен в Лестерскую академию. В 14 лет он окончил Академию, а затем ещё год изучал латынь и греческий язык у будущей суффражистки и аболиционистки Ласи Стоун. В 15 лет он поступил в Амхерстский колледж. Проучившись в колледже год, он решил поступить в Гарвардский университет, но отец решил, что ему ещё рано учиться в таком заведении и настоял на том, чтобы сын остался в Амхерсте. Уокер должен был закончить колледж в 1859 году, но он заболел и пропустил год, поэтому окончил колледж в 1860 году как член почётного студенческого общества Phi Beta Kappa. По окончании колледжа он начал работать в юридической фирме Чарльза Дивенса и Джона Фрисби Хора в Вустере.

### Статьи
- Charles F. Dunbar. The Career of Francis Amasa Walker (англ.) // The Quarterly Journal of Economics. — Oxford University Press, 1897. — Vol. 11. — P. 436-448.
- Hadley, Arthur Twining. Francis A. Walker's Contributions to Economic Theory (англ.) // Political Science Quarterly. — The Academy of Political Science, 1897. — Vol. 12. — P. 295–308. — doi:10.2307/2140123.